# Indonésia nos Jogos Olímpicos
Indonésia nos Jogos Olímpicos é representada pelo Comitê Olímpico da Indonésia.
A Indonésia é, juntamente com a China, as duas únicas nações a terem conquistado a medalha de ouro em todas as cinco modalidades do badminton nas Olimpíadas. Destaca-se, também, a atleta Greysia Polii que, com 33 anos e 356 dias de idade, se tornou a jogadora de badminton mais velha a ganhar uma medalha de ouro olímpica.

## Medalhas
- Jogos Olímpicos de 2004: ouro: 1; prata: 1; bronze: 2; total: 4.
- Jogos Olímpicos de 2000: ouro: 1; prata: 3; bronze: 2; total: 6.
- Jogos Olímpicos de 1996: ouro: 1; prata: 1; bronze: 2; total: 4.
- Jogos Olímpicos de 1992: ouro: 2; prata: 2; bronze: 1; total: 5.
- Jogos Olímpicos de 1988: ouro: 0; prata: 1; bronze: 0; total: 1.

- Total de medalhas durante os jogos olímpicos: 20 medalhas.